# Parque Científico de Barcelona
El Parque Científico de Barcelona (Parc Científic de Barcelona (PCB), en catalán) es un parque científíco situado en la ciudad de Barcelona (España), el cual aloja institutos de investigación, empresas, y otras entidades contribuyentes al ecosistema de la innovación, ciencias de la vida y tecnología.

## Historia
Fundado en 1997 por la Universidad de Barcelona, el PCB fue el primer parque científico creado en España. Su principal objetivo inicial era potenciar la investigación, la transferencia de conocimiento científico y tecnológico y la innovación del sector público y privado, a fin de contribuir en una mejor calidad de vida para la sociedad. En 2002, se creó el primer bioincubador en España como parte del PCB. Este bioincubador fue diseñado como un espacio donde el PCB ofrece sus infraestructuras a start-ups y spin-offs para servicios de guía y trabajo en equipo.
Durante los siguientes años diferentes institutos de investigación fueron integrados en el PCB, tales como el Instituto de Biología Molecular de Barcelona (IBMB-CSIC), el Instituto de Investigación Biomédica (IRB Barcelona), el Centro Nacional de Análisis Genómico (CNAG) y el Instituto de Bioingeniería de Cataluña (IBEC), así como empresas privadas como Qiagen, Infinitec Evonik y Pharmacelera.
En 2019, el PCB adoptó nuevas medidas para expandir el parque y acoger nuevos centros de investigación. Ese año abrió 10 nuevos laboratorios y expandió su superficie en más de 600 m², asumiendo su máximo de ocupación. Actualmente, se encuentra en continua expansión hasta alcanzar la plena ocupación previsiblemente en 2025.

## Servicios de apoyo tecnológico
El PCB incluye servicios de apoyo tecnológico centrados en la biomedicina, biotecnología, ingeniería biomédica y la química farmacéutica para los científicos del parque, así como a otras instituciones y empresas.